# Kapgoldmulle
Die Kapgoldmulle (Chrysochloris) sind eine Säugetiergattung aus der Familie der Goldmulle (Chrysochloridae). Die Gattung umfasst zwei Arten, die im südlichen Afrika leben. Von den beiden Arten ist aber nur eine weit verbreitet und relativ häufig. Der Kap-Goldmull bewohnt den südwestlichen Küstenbereich von Südafrika und bevorzugt sandige Lebensräume. Visagies Goldmull ist bisher nur von einem Exemplar ebenfalls aus dem südwestlichen Südafrika bekannt. Wie alle Goldmulle sind auch die Kapgoldmulle an eine grabende Lebensweise angepasst. Sie besitzen dementsprechend einen spindelförmig gestalteten Körper, dem äußerlich sichtbare Ohren und ein Schwanz fehlen, die Vorderfüße sind darüber hinaus mit kräftigen Grabklauen ausgestattet. Die Tiere graben Tunnelsysteme und sind nachtaktiv. Ihre Nahrung umfasst hauptsächlich Wirbellose, die Lebensweise ist generell nur wenig untersucht. Aus einer forschungsgeschichtlichen Perspektive stellen die Kapgoldmulle die erste Gattung der Familie dar, die einen wissenschaftlichen Namen erhielt, was im Jahr 1799 erfolgte. Die Bestände der häufigeren Art gelten als ungefährdet.

## Merkmale

### Habitus
Die Kapgoldmulle repräsentieren kleinere bis mittelgroße Vertreter der Goldmulle. Sie weisen Kopf-Rumpf-Längen von 9,4 bis 11,5 cm auf, das Körpergewicht variiert von 30 bis 64 g. Prinzipiell ähnelt der Körperbau wie bei allen Goldmullen dem der Maulwürfe, mit denen die Kapgoldmulle jedoch nicht verwandt sind. Der Körper ist spindelartig geformt und besitzt keine äußerlich sichtbaren Ohren oder einen Schwanz. Die Augen sind mit Fell bedeckt, die Schnauze trägt ein lederartiges Polster, das teilweise der Grabetätigkeit dient. Das Fell zeichnet sich durch eine variable Färbung aus, die von schwärzlich über braun, olive braun bis zu schiefergrau und silbrig grau reicht. Je nach Lichteinwirkung kann es einen grünlichen, violetten oder purpurfarbenen oder silbrigen metallischen Glanz aufweisen. Im Gesicht treten akzentuierende helle Farbflecken auf. Die Gliedmaßen sind äußerst kräftig gebaut, die Vorderfüße verfügen über vier Strahlen, die Hinterfüße über fünf. An den Vorderfüßen sind kräftige Grabklauen ausgebildet, die eine Anpassung an eine grabende Lebensweise darstellen. Im Gegensatz zu den meisten anderen Goldmullen ist neben der großen Mittelklaue die Klaue des zweiten Fingers ebenfalls gut entwickelt. Der erste Finger trägt eine kleine Klaue, sie ist deutlich kürzer als bei den Vertretern der nahe verwandten Gattung Cryptochloris. Der vierte Finger ist nur ein kleiner Stummel.

### Schädel- und Gebissmerkmale
Die Schädellänge variiert von 21,1 bis 25,4 mm, die Schädelbreite von 14,3 bis 19,2 mm. Die Form des Schädels erinnert an einen Konus mit einem sehr breitem Hirnschädel. Der Schädel ist kurz und breit, die größte Breite erreicht über 70 % der größten Länge. Das Rostrum ist nicht sonderlich verbreitert, die Gaumenbreite weist 30 bis 32 % der größten Schädellänge auf. Die Jochbögen sind vollständig geschlossen, ihnen fehlen aber die nach hinten und oben weisenden knöchernen Platten wie sie bei den Riesengoldmullen (Chrysospalax) vorkommen. Das auffälligste Schädelmerkmal stellt der keulenartig verlängerte Kopf des Hammers im Mittelohr dar. Das gesamte Gehörknöchelchen ist stark vergrößert und besitzt ein Gewicht von 20 mg. Der Kopf des Hammers lagert durch die Verlängerung in einer äußerlich sichtbaren, knöchernen Blase an der Schläfengrube. Das Gebiss setzt sich aus insgesamt 40 Zähnen zusammen, die Zahnformel lautet: {\displaystyle {\frac {3.1.3.3}{3.1.3.3}}}. Der jeweils zweite Schneidezahn im Oberkiefer überragt den dritten und den nachfolgenden Eckzahn, beim verwandten Cryptochloris sind die drei Zähne etwa gleich groß. Der letzte Molar ist ausgebildet, allerdings von kleiner Gestalt und nagelförmig gestaltet oder wie die übrigen Mahlzähne mit einem dreihöckerigen (tricuspiden) Kauflächenmuster ausgestattet. Die Länge der oberen Zahnreihe vom Eckzahn bis zum hintersten, dritten Molaren beträgt 5,4 bis 6,7 mm.

## Verbreitung
Die Kapgoldmulle sind endemisch in Afrika verbreitet. Der Kap-Goldmull kommt in einem zusammenhängenden Gebiet im südwestlichen Südafrika vor, etwa von der Kap-Halbinsel in der Provinz Westkap entlang der Küste des Atlantiks nach Norden bis auf die Höhe von Port Nolloth in der Provinz Nordkap. Nach Osten reicht es ins Landesinnere bis etwa Calvinia. Rund 86 km östlich von Calvinia befindet sich der bisher einzige bekannte Nachweis von Visagies Goldmull. Der Kap-Goldmull als häufigere Art bevorzugt trockene Gebiete mit sandigen Böden und dringt teilweise auch in Kulturlandschaften vor.

## Lebensweise

### Territorialverhalten
Wie alle Goldmulle leben auch die Kapgoldmulle unterirdisch. Die Gängen verlaufen knapp unterhalb der Erdoberfläche und beginnen oder münden in kleinen Kammern. Gelegentlich graben die Tiere auch tiefere Tunnel in den Untergrund. Die hauptsächlichen Aktivitäten finden nachts statt, sie erhöhen sich nach kräftigen Regenschauern und gehen in den trockenen Sommermonaten, wie beim Kap-Goldmull beobachtet, zurück. Einen Teil ihrer Wege legen die Tiere oberirdisch zurück. Sie orientieren sich mit Hilfe von niederfrequenten Geräuschen und von seismischen Wellen, wozu sie der deutlich vergrößerte Hammer im Mittelohr befähigt. Berechnungen zufolge können die Kapgoldmulle Frequenzen von 48 bis 300 Hertz wahrnehmen, die Obergrenze liegt bei 13,7 kHz. Über das Sozialsystem ist nur wenig bekannt, die Tiere leben einzelgängerisch, nur Muttertiere mit ihren Jungen treten gemeinsam auf.

### Ernährung
Die Kapgoldmulle ernähren sich insekten- und fleischfresserisch. Ihre Nahrung besteht aus Regenwürmern, Käfern und anderen Insekten sowie. Hinzu kommen Asseln und andere Krebstiere sowie Tausendfüßer.

### Fortpflanzung
Das Fortpflanzungsverhalten der Kapgoldmulle ist kaum erforscht. Ein Wurf umfasst wohl eins bis drei Junge, die als Nesthocker zur Welt kommen und haarlos sind. Sie verbleiben im Tunnelsystem des Muttertiers und werden dort für zwei bis drei Monate gesäugt. Die Individualentwicklung schreitet nur langsam voran.

## Systematik
Die Kapgoldmulle sind eine Gattung innerhalb der Familie der Goldmulle (Chrysochloridae) und der Überordnung der Afrotheria. Die Goldmulle stellen kleinere, bodengrabende Säugetiere dar, die endemischen in Afrika verbreitet sind. Sie kommen hauptsächlich im südlichen Teil des Kontinentes vor, nur einige wenige Arten bewohnen die zentralen und östlichen Teile. Die nächsten Verwandten bilden die ebenfalls afrikanisch verbreiteten Tenreks (Tenrecidae); beide Familien zusammen formen die Ordnung der Afrosoricida. Die Trennung der Goldmulle und der Tenreks erfolgte laut molekulargenetischen Untersuchen bereits relativ früh, im Übergang von der Oberkreide zum Paläozän vor rund 65 Millionen Jahren. Die stärkere Diversifizierung der Goldmulle setzte ab dem Oligozän vor etwa 28,5 Millionen ein.
Die unterirdische Lebensweise der Goldmulle hat zur Folge, dass die einzelnen Arten und Populationen Habitatspezialisten darstellen, ihr Vorkommen ist mit wenigen Ausnahmen dadurch lokal deutlich begrenzt. Es lassen sich innerhalb der Familie zwei ökologische Gruppen unterscheiden. Eine besteht aus Arten mit einer Spezialisierung auf trockene bis teils halbwüstenartige Regionen, etwa der Wüstengoldmull (Eremitalpa), einige Angehörige der Kapgoldmulle sowie die Arten der Gattung Cryptochloris. Zur zweiten Gruppe zählen die Vertreter der offenen Gras- und Savannenlandschaften sowie der Wälder, beispielsweise die Kupfergoldmulle (Amblysomus), Arends’ Goldmull (Carpitalpa), die Riesengoldmulle (Chrysospalax) oder die Arten der Gattung Neamblysomus. Die innere Gliederung der Familie ist bisher nicht abschließend geklärt. Aus anatomischer Sicht befürwortet die Gestaltung des Hammers im Mittelohr eine Aufteilung in zwei oder drei Unterfamilien: die Amblysominae mit einem normal gebauten Malleus, die Chrysochlorinae mit einem stark verlängerten Kopf des Malleus und die Eremitalpinae mit einem kugelig aufgeblähten Kopf des Malleus. Andere Wissenschaftler vereinen die beiden letztgenannten aber auch zu einer Unterfamilie, den Chrysochlorinae. Molekulargenetisch wird diese auf skelettanatomische Unterschiede beruhende Untergliederung der Goldmulle nicht vollständig unterstützt. Den genetischen Untersuchungen zufolge bilden die Kapgoldmulle eine gemeinsame Gruppe mit dem Wüstengoldmull und den Gattungen Huetia und Cryptochloris, wobei bis auf Huetia alle Formen über einen vergrößerten Kopf des Malleus verfügen und somit den Chrysochlorinae angehören würden. Cryptochloris und Chrysochloris bilden Schwestertaxa, was auch anatomisch über den keulenförmigen Hammerkopf belegt werden kann. Der in diesem Fall übereinstimmende genetische und anatomische Befund lässt vermuten, dass dieses Merkmal nur einmal innerhalb der Goldmulle entstanden ist. Neuere genetische Untersuchungen aus dem Jahr 2018 legten nahe, dass Cryptochloris möglicherweise nur als Untergattung innerhalb von Chrysochloris aufzufassen ist. Allerdings bestätigten dies Analysen aus dem Jahr 2023 vorläufig nicht.
Es werden zwei heute lebende Arten unterschieden:
- Kap-Goldmull (Chrysochloris asiatica (Linnaeus, 1756)); im Südwesten Südafrikas; die bekannteste Art;
- Visagies Goldmull (Chrysochloris visagiei Broom, 1950); nur von einem einzigen Exemplar aus der Nähe der Stadt Gouna in der südafrikanischen Provinz Nordkap bekannt;

Die artliche Eigenständigkeit von Visagies Goldmull ist umstritten. Teilweise wird die Form auch als Unterart des Kap-Goldmulls geführt. Eine genetische Untersuchung aus dem Jahr 2023 stuft Chrysochloris dementsprechend als monotypisch ein. Ursprünglich wurde auch Stuhlmanns Goldmull (Kilimatalpa stuhlmanni) aus Zentral- und Ostafrika den Kapgoldmullen zugewiesen, hierin gehörte er der eigenen Untergattung Kilimatalpa an. Diese unterscheidet sich von Chrysochloris durch den schlankeren Schädel, dem Auftreten eines Talonids an den Unterkiefermolaren sowie dem nicht  ganz so massiv verlängerten Kopf des Hammers. Zudem bevorzugen die Vertreter der beiden Untergattungen unterschiedliche Habitate. Einige Autoren sprachen sich daher für einen eigenständigen Gattungsstatus von Kilimatalpa aus, was letztendlich im Jahr 2023 umgesetzt wurde.
Neben den rezenten Vertretern wurden zwei ausgestorbene Arten beschrieben:
- Chrysochloris arenosa Asher & Avery, 2010
- Chrysochloris bronneri Asher & Avery, 2010

## Forschungsgeschichte

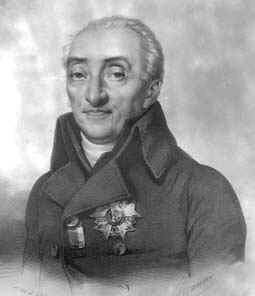
Bernard Germain Étienne Médard de La Ville-sur-Illon, comte de La Cépède

Die Gattung Chrysochloris wurde im Jahr 1799 von Bernard Germain Lacépède wissenschaftlich eingeführt, sie ist somit der erste benannte Gattungsvertreter der Goldmulle und stand 26 Jahre später Pate für den durch John Edward Gray kreierten Familienname Chrysochloridae. Als Typusart gab Lacépède Chrysochloris capensis an, was aber als Synonymname für Chrysochloris asiatica gilt, dem Kap-Goldmull. Der Name Chrysochloris stammt aus dem Griechischen und setzt sich aus den Wörtern χρύσεος (chryseos „golden“) und χλωρός (chlōrós „hellgrün“ oder „frisch“) zusammen. Chloris ist auch eine Bezeichnung für die die griechische Göttin der Blüte, deren römisches Gegenstück Flora darstellt. Der Gattungsname bezieht sich nicht auf die Fellfarbe, die sehr unterschiedlich sein kann, sondern auf den metallischen Glanz des Fells unter bestimmten Lichtverhältnissen.
Die Zusammensetzung der Gattung Chrysochloris wurde in der frühen forschungsgeschichtlichen Vergangenheit unterschiedlich bewertet. Im Verlauf des 19. Jahrhunderts erhielten die meisten Arten eine Zuweisung zu den Kapgoldmullen, Robert Broom hielt im Jahr 1907 noch an diesem Konzept fest und ordnete auch den Wüstengoldmull, die Kupfergoldmulle, die Riesengoldmulle sowie die Arten von Chlorotalpa und Cryptochloris zu Chrysochloris. Erst Austin Roberts sortierte die Goldmulle 1924 neu und trennte aufgrund der Ausbildung von 40 Zähnen im Gebiss, des teilweise fehlenden Talonids an den Unterkiefermolaren, des breiten Schädel und der deutlichen Ausprägung einer knöchernen Blase in der Schläfengrube zur Aufnahme des Hammerkopfes von den anderen Formen ab. Rund 30 Jahre später definierte Bengt G. Lundholm die Untergattung Kilimatalpa für Stuhlmanns Goldmull, die er innerhalb von Chlorotalpa und damit in die Nähe von Sclaters (Chlorotalpa sclateri) und Duthies Goldmull (Chlorotalpa duthiae) sowie nach seiner Auffassung von Arends’ Goldmull (Carpitalpa arendsi) einordnete. Als Kriterien gab Lundholm neben dem Auftreten eines Talonids an den Unterkiefermolaren und dem vergrößerten Kopf des Hammers die äußerlich sichtbare knöcherne Schwellung an der Schläfengrube, in der der Hammerkopf lagert, an. Später, im Jahr 1968, löste Alberto M. Simonetta Kilimatalpa von Chlorotalpa und führte Stuhlmanns Goldmull mit Arends’ Goldmull in der Gattung Carpitalpa zusammen. Er sah Stuhlmanns Goldmull als deutlich getrennt von den anderen Kapgoldmullen an, was sich seiner Meinung nach in dem langschmaleren Schädel von ersterem gegenüber dem kürzeren und breiteren Schädel von letzteren ausdrückte. Die deutliche Aufblähung der Schläfengrube veranlasste Jurgens A. J. Meester wiederum Anfang der 1970er Jahre, Stuhlmanns Goldmull mit den Kapgoldmullen zu vereinen, einer Auffassung, der auch Francis Petter in den 1980er Jahren folgte. Er erkannte im Bezug auf die Kürzung des Schädels, der Reduktion des Talonids an den Unterkiefermolaren und der Zunahme der knöchernen Aufwölbung an der Schläfengrube eine graduelle Veränderung von Stuhlmanns Goldmull zum Kap-Goldmull. Mithilfe von umfassenden morphometrischen Analysen untermauerte Gary N. Bronner 1995 die nahe Verwandtschaft der beiden Goldmullarten. Dies konnte durch molekulargenetische Untersuchungen im Jahr 2010 bestätigt werden, auch wenn weitere Studien eine generische Trennung von Kilimatalpa und Chrysochloris vermuten lassen.

## Stammesgeschichte
Die Stammesgeschichte der Goldmulle allgemein ist nur lückenhaft und eher spärlich belegt. Fossilfunde der heute lebenden Kapgoldmulle sind nicht bekannt. Allerdings konnten mit Chrysochloris arenosa und Chrysochloris bronneri zwei ausgestorbene Arten an der Fossillagerstätte von Langebaanweg im südwestlichen Südafrika nachgewiesen werden, die in das frühe Pliozän vor etwa 5 Millionen Jahren datieren. Von Chrysochloris arenosa liegen wenigstens 40 Unterkieferreste, weitere Schädelteile und zahlreiche Elemente des Körperskeletts vor, darunter über 40 Oberarmknochen. Chrysochloris bronneri ist mit zwei Unterkiefern und einem Dutzend Oberarmknochen etwas seltener. Beide Fossilvertreter erreichten etwa die Größe des heutigen Kap-Goldmulls, wobei Chrysochloris arenosa mit einer durchschnittlichen Unterkieferlänge von 14,6 mm (gegenüber 15,5 mm beim Kap-Goldmull) etwas kleiner, Chrysochloris bronneri mit einem entsprechenden Wert von 15,6 mm etwas robuster war. Wie ihr heutiger Verwandter besaßen beide Fossilarten zehn Zähne je Kieferhälfte, bei Chrysochloris arenosa fehlte außerdem übereinstimmend ein Talonid an den Unterkiefermolaren. Für letztere Art ist auch ein keulenartig verlängerter Hammerkopf nachgewiesen. Bedeutende Unterschiede zeigen beide Arten im Ellenbogengelenk des Oberarmknochens. Dieses weist beim Kap-Goldmull eine Breite auf, die nahezu der Gesamtlänge des Oberarms entspricht. Bei Chrysochloris arenosa war es nicht ganz so ausladend gestaltet und erinnerte eher an das des Wüstengoldmulls (Eremitalpa granti). Chrysochloris bronneri hatte wiederum ein etwas breiteres Ellenbogengelenk, das im Verhältnis zur Oberarmlänge dem des Kap-Goldmulls näher stand. Der generelle Bau des Bewegungsapparates und die schmalere Breite des Ellenbogengelenkes im Vergleich zu zahlreichen anderen Goldmullen lässt bei beiden Fossilarten eine stärkere Anpassung an sandige Böden vermuten, ähnlich wie es beim Kap-Goldmull, den Vertretern von Cryptochloris und insbesondere beim Wüstengoldmull der Fall ist. Demzufolge darf auch für Chrysochloris arenosa und Chrysochloris bronneri eine eher „sandschwimmende“ Fortbewegung angenommen werden.

## Bedrohung und Schutz
Die Bestände des weiter verbreiteten Kap-Goldmulls werden von der IUCN als „nicht gefährdet“ (least concern) eingestuft. Für die Art sind in ihrem Verbreitungsgebiet gravierende Lebensraumveränderungen belegt, sie gilt aber als häufig und anpassungsfähig an moderate Umwandlungen durch den Menschen. Bei letzterem unterliegen die Habitate aufgrund seiner Bevorzugung gebirgiger Hochlagen kaum anthropogenen Beeinflussungen. Beide Goldmullvertreter sind in geschützten Gebieten präsent. Visagies Goldmull ist dagegen nur von einem Individuum bekannt, er wird in der Kategorie „unzureichende Datenlage“ (data deficient) gelistet, da Informationen zur Verbreitung, Lebensweise und Populationsgröße fehlen. Zudem ist momentan weder der Artstatus noch die genaue Herkunft des Individuums gesichert.